# Рейган (фильм, 2024)
«Рейган» (англ. Reagan) — биографический фильм 2024 года американского режиссёра Шона Макнамары, рассказывающий о президенте США Рональде Рейгане. Главную роль в нём сыграл Деннис Куэйд. Картина получила негативные отзывы критиков.

## Сюжет
Главный герой фильма — Рональд Рейган, 40-й президент США, занимавший эту должность в 1981—1989 годах. Бывший агент КГБ Виктор Петрович рассказывает ещё одному персонажу, Андрею Новикову, всю биографию Рейгана, включая его детство в Иллинойсе, карьеру в Голливуде и путь политика. Много внимания в этом рассказе уделено распаду Советского Союза. Действие фильма заканчивается в 2004 году, когда Рейган умирает в глубокой старости.

## В ролях
- Деннис Куэйд — Рональд Рейган[1]
- Томми Рейген — Рональд Рейган в детстве
- Дэвид Генри — Рональд Рейган в юности
- Пенелопа Энн Миллер — Нэнси Рейган
- Ник Сирси — Джеймс Бейкер
- Си Томас Хауэлл — Каспар Уайнбергер
- Кевин Диллон — Джек Л. Уорнер
- Скип Швинк — Джимми Картер
- Мина Сувари — Джейн Уайман
- Джон Войт — Виктор Петрович
- Алексей Воробьёв — Андрей Новиков
- Тревор Донован — Джон Барлетта
- Лесли-Энн Даун — Маргарет Тэтчер
- Олек Крупа — Михаил Горбачёв
- Хидео Кимура — Ясухиро Накасонэ
- Роберт Дави — Леонид Брежнев
- Дуглас Харрисон — Юрий Андропов
- Джозеф Неппо — Константин Черненко
- Скотт Степп — Фрэнк Синатра
- Ксандер Беркли — Джордж Шульц
- Мориа Питерс — Лойс Уайтмен
- Аманда Ригетти — Нелл Рейган
- Джастин Чэтвин — Джек Рейган
- Райан Ньюман — Маргарет «Магс» Кливер
- Илья Баскин — Б. Е. Керчман
- Крис Массолиа — Пэт Бун
- Марк Мозес — Уильям П. Кларк
- Дан Лауриа — Тип О’Нил
- Кевин Сорбо — преподобный Бен Кливер

## Создание и релиз
В 2010 году стало известно, что продюсер Марк Джозеф намерен снять художественную биографию Рональда Рейгана. Джонас Маккорд написал сценарий фильма по мотивам книги Пола Кенгора «Крестоносец: Рональд Рейган и падение коммунизма». Режиссёром проекта стал в 2016 году Шон Макнамара (он работал звукорежиссёром на первой инаугурации Рейгана в 1981 году).
Съёмки фильма начались 9 сентября 2020 года в Оклахоме. 22 октября они были прерваны из-за коронавируса, 5 ноября возобновились. Премьера фильма была изначально намечена на 2021 год, но потом её перенесли — сначала на 2022 год из-за пандемии, потом на 2023 год. В апреле 2024 года стала известна новая дата выхода в прокат — 30 августа того же года.

## Оценки
На сайте-агрегаторе отзывов Rotten Tomatoes рейтинг фильма составил всего 18 % при средней оценке 4 из 10. Рецензенты с этого ресурса констатировали, что картина наверняка восхитила бы самого Рейгана, но «приторное и глянцевое изображение истории превращает 40-го президента США в карикатуру». На сайте Metacritic «Рейган» получил 22 балла из 100, что указывает на «в целом неблагоприятные» отзывы. Зрители, опрошенные Cinematic, дали ему среднюю оценку «А» по шкале от A + до F, опрошенные PostTrak — 4,5 звезды из пяти. 77 % заявили, что определённо рекомендовали бы его другим.
По мнению Бильге Эбири из Vulture, «Рейган» — «чистой воды агиография», причём неубедительная. Кайл Смит из The Wall Street Journal написал в своей рецензии о «манерной игре актёров, унылой кинематографии, неуклюжих попытках усилить впечатление с помощью замедленной съёмки и музыкального сопровождения, подобного фонтану слизи». Ник Шагер из The Daily Beast констатировал: «Независимо от того, как вы относитесь к президенту Рональду Рейгану, большинство будет едино в том, что этот биографический фильм является нравоучительным, унылым, безблагодатным нытьём».
Тай Берр из The Washington Post оценил картину на полторы звезды из четырёх, заявив, что «как биография она ничего не стоит». Гленн Кенни из New York Times назвал «Рейгана» «беззастенчивым любовным письмом бывшему президенту», «нудным, скорее любопытным, чем убедительным». Билл Ньюкотт из The Saturday Evening Post дал фильму три звезды из пяти; по его словам, картину «в одиночку спас от позора… Деннис Куэйд, который упрямо пробивает гипсовый фасад сценария, чтобы показать проблески человека, в течение всей карьеры скрывавшего свои проблемы».